# 앤썸 (메탈 밴드)
앤썸(영어: Anthem) 또는 안세무(일본어: アンセム Ansemu[*])는 일본의 헤비 메탈 밴드이다.

## 역사

### 초창기 (1980년부터 1992년까지)
1980년에 리더이자 베이스 담당인 시바타 나오토를 중심으로 기타 담당인 고야나기 아키후미, 보컬 담당인 마에다 토니로, 드럼 담당인 오우치 타카마사를 중심으로 결성되었다. 1983년에 기타 담당인 고야나기 아키후미가 탈퇴하고 후쿠다 히로야가 영입했다. 보컬 담당인 1984년 12월에 마에다 토니로가 탈퇴하고 1985년에 보컬 담당인 사카모토 에이조가 가입했고 밴드 1집인 Anthem을 발매하면서 메이저 데뷔를 했다.
1986년에 두 번째 앨범인 Tightrope이 발매했고, 1987년에 세 번째 앨범인 Bound to Break를 발매했다. 같은 해 6월에 최초로 해외 공연이 성사되었고, 같은 해 10월에 라이브 앨범인 The Show Carries On! - Complete Version이 출시했지만 얼마 지나지 않아 보컬 담당인 사카모토 에이조가 탈퇴하면서 모리카와 유키오를 영입했다. 1988년 4월에 Gypsy Ways를 앨범을 발매한데 이어 1989년 5월에 Hunting Time 앨범을 발매했다. 1990년 3월에 No Smoke Without Fire 앨범을 발매했고 같은 해 4월에 대한민국에서 내한 공연이 열렸다. 1991년에 기타 담당인 나카마 히데아키가 탈퇴하면서 같은 해 8월에 기타 담당인 시미즈 아키오를 영입했다. 1992년 3월에 Domestic Booty 앨범을 발매했지만 같은 해 5월에 모리카와 유키오를 탈퇴 선언을 하면서 같은 해 7월 닛산 파워스테이션 공연을 끝으로 그룹이 해체되었다. 그룹 해체 이후 라이브 앨범인 Last Anthem, Best II가 발매했지만 멤버들은 앨범 작업에 참여하지 않았다.

### 재결성 (2000년부터 현재까지)
1999년에 그레이엄 보넷 중심으로 프로젝트 앨범 제작을 위해 다시 모였다. 2000년에 프로젝트 앨범인 Heavy Metal Anthem이 발매가 되었다. 앨범 발매 당시 라인업은 그레이엄 보넷, 시바타 나오토, 시미즈 아키오, 오우치 다카마사로 구성되었다. 2001년에 시바타 나오토, 시미즈 아키오, 사카모토 에이조, 혼마 히로츠구를 중심으로 재결성되었다. 같은 해 8월에 재결성 이후 최초로 8집인 SEVEN HILLS 앨범을 발매했고 가을 투어 공연이 개시되었다.
2002년 10월에 9집 앨범인 Overload를 발매했고 2004년 7월에 10집 앨범인 Eternal Warrior를 발매했다. 2005년에 밴드 결성 20주년을 맞이해 모든 멤버가 참여해 공연을 했다. 2006년 8월에 11집 앨범인 Immortal를 발매했고 2007년 7월에 베스트 앨범인 Core~Best Of Anthem를 발매했다. 2008년 10월에 12집 앨범인 Black Empire를 발매했다. 2010년에 밴드 결성 25주년 기념 투어를 진행했고, 2011년에 13집 앨범인 Heraldic Device를 발매했다. 2012년 4월에 무릎 부상으로 인해 혼마 히로츠구가 무기한 휴식으로 이어지면서 서포트 멤버인 타마루 이사무가 참여해 음반 작업을 도왔으며 투어에도 함께했다. 같은 해 10월에 유니버설 뮤직 그룹 이적 최초로 14집 앨범인 Burning Oath 앨범을 발매했다. 2013년 1월 시바타 나오토가 위암 수술을 위해 병원에 입원하면서 밴드 활동도 일시 중지되었다. 같은 해 4월에 부상으로 인해 휴식하고 있던 혼마 히로츠구가 탈퇴했다.
2014년 2월에 사카모토 에이조가 탈퇴하면서 모리카와 유키오가 재가입했고 서포트 멤버인 타마루 이사무가 정식 멤버가 되었다. 같은 해 10월에 Absolute World란 앨범이 발매되었고 그와 동시에 앨범 홍보를 위해 11월에 투어를 실시했다. 2017년 4월에 Engraved란 앨범이 발매했고, 같은 해 6월에 The Artery Song이란 노래를 유튜브를 통해 공개되었다. 2018년 12월에 사카모토 에이조가 작사한 Black Empire의 영어판이 공개되었고 2019년 3월에 뉴클리어 블래스트 이적 이후 최초로 앨범이 발매되었다.

## 구성원
- 모리카와 유키오 - 보컬
- 시미즈 아키오 - 기타
- 시바타 나오토 - 베이스
- 타마루 이사무 - 드럼

## 이전 구성원
앤썸 결성 때부터 밴드를 거쳐갔던 구성원들이다.
- 후쿠다 히로야 - 기타
- 나카마 히데아키 - 기타
- 오우치 타카마사 - 드럼
- 혼마 히로츠구 - 드럼
- 고야나기 아키후미 - 기타
- 마에다 토니로 - 보컬
- 사카모토 에이조 - 보컬
- 그레이엄 보넷 - 보컬

## 음반

### 정규 음반
- 1985년 - Anthem
- 1985년 - Ready to Ride EP
- 1986년 - Tightrope
- 1987년 - Bound to Break
- 1988년 - Gypsy Ways
- 1989년 - Hunting Time
- 1990년 - No Smoke Without Fire
- 1992년 - Domestic Booty
- 2000년 - Heavy Metal Anthem
- 2001년 - Seven Hills
- 2002년 - Overload
- 2004년 - Eternal Warrior
- 2006년 - Immortal
- 2008년 - Black Empire
- 2011년 - Heraldic Device
- 2012년 - Burning Oath
- 2014년 - Absolute World
- 2017년 - Engraved
- 2023년 - Crimson & Jet Black

### 싱글 음반
- 1986년 - "Xanadu"
- 2000년 - "Gypsy Ways (Win, Lose or Draw)"
- 2001년 - "Grieve of Heart"
- 2002년 - "The Voices"
- 2004년 - "Onslaught"
- 2006년 - "Immortal Bind"
- 2008년 - "Heat of the Night"
- 2012년 - "Evil One"
- 2013년 - "Blast"
- 2014년 - "Shine On"
- 2017년 - "The Artery Song"

### 라이브 음반
- 1987년 - The Show Carries On!
- 1992년 - Last Anthem
- 2003년 - Live' Melt Down
- 2005년 - The Show Carries On! - Complete Version
- 2005년 - Prologue Live Boxx

### 비디오/DVD
- 1987년 - The Show Carries On
- 2001년 - Back Then
- 2003년 - Live' Melt Down: The Show Still Carries On
- 2005년 - Anthem 20th Anniversary Tour 2005
- 2009년 - Live Immortal
- 2013년 - Live Unbroken
- 2016년 - 30+

### 스패셜 음반
- 1990년 - Best 1981-1990
- 1992년 - Best II 1981-1992
- 1998년 - The Very Best of Anthem
- 2001년 - Anthem Ways
- 2005년 - Official Bootleg (CD-Version)
- 2005년 - Official Bootleg (Boxed set)
- 2007년 - Core - Best of Anthem 2000-2007
- 2015년 - Anthems 2000-2011  (2 CDs + DVD)
- 2019년 - Nucleus